# Gonzalo Lago Viguera
Gonzalo José Lago Viguera (Talavera de la Reina, 7 d'abril de 1952-Talavera de la Reina, 14 d'agost de 2014) va ser un metge de capçalera i polític espanyol, alcalde de Talavera de la Reina entre 2011 i 2014.

## Biografia
Nascut el 7 d'abril de 1952 a Talavera de la Reina (província de Toledo), va cursar estudis universitaris entre 1970 i 1976 a la Universitat de Santiago de Compostel·la (USC), on es va llicenciar en Medicina i Cirurgia. Lago, que va ingressar mitjançant oposició com a metge d'Urgències en 1979, va passar a exercir posteriorment de metge de capçalera durant tres dècades.

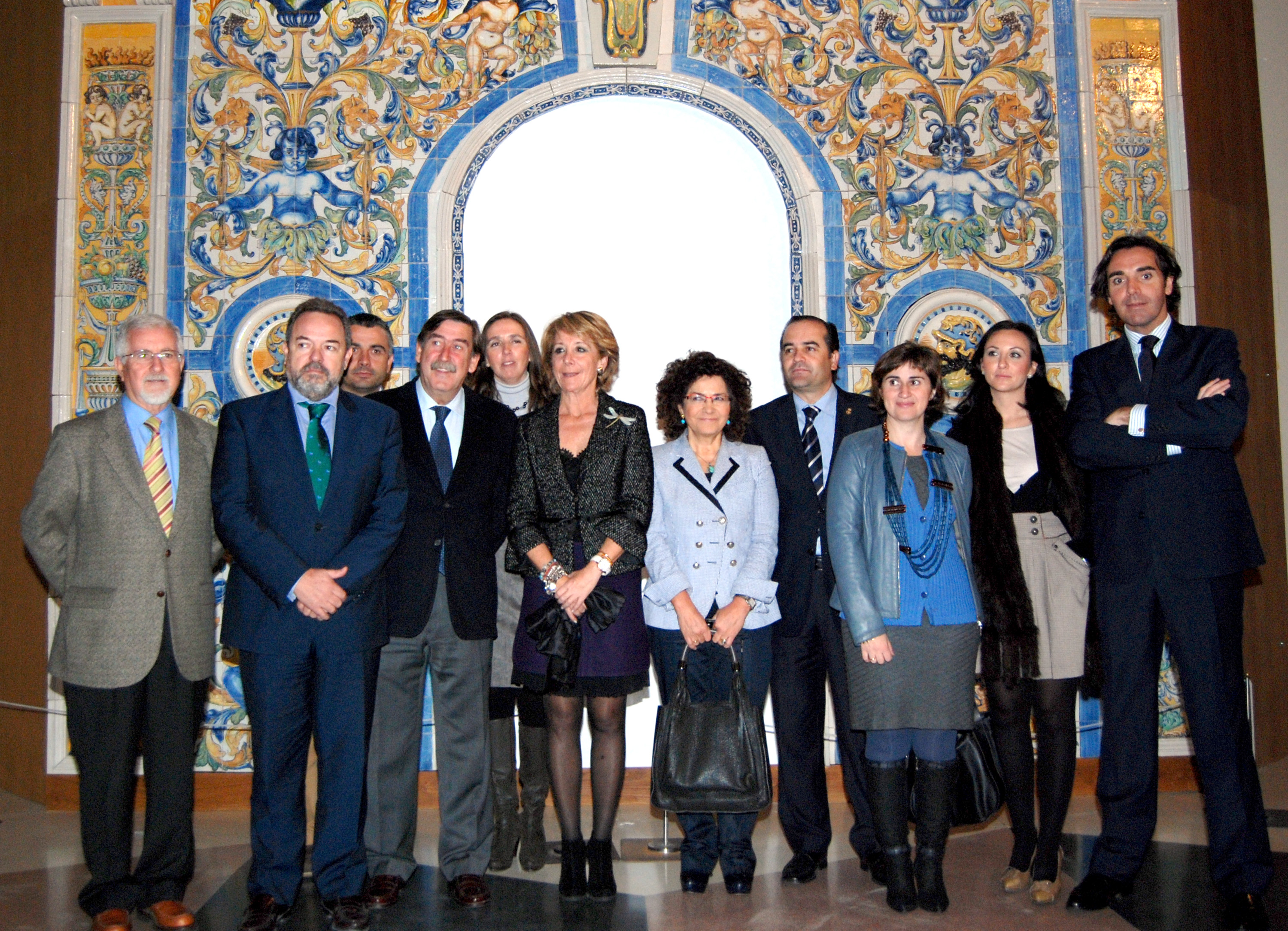
Fotografiat al novembre de 2011 durant una visita d'Esperanza Aguirre a Talavera de la Reina

Afiliat al Partit Popular (PP) el 1993, el 2007 va encapçalar la llista del partit a les eleccions municipals del 27 de maig a Talavera; va ser escollit i va entrar al ple de l'ajuntament per primera vegada com a regidor a l'oposició. Per les eleccions municipals de 2011 va tornar a liderar la llista del PP, que va obtenir una majoria absoluta de regidors al ple. Investit alcalde, la seva presa de possessió va tenir lloc l'11 de juny de 2011, succeint així en el càrrec al socialista José Francisco Rivas.
Sis mesos després de ser intervingut d'un càncer gàstric, va morir el 14 d'agost de 2014 a l'Hospital de Nostra Senyora del Prado, situat a la ciutat que governava.
El 2015 un carrer de Talavera va ser nomenat en el seu honor.